# Мансел Вајт
Мансел Вајт (енгл. Maunsel B. White) је, у сарадњи са Фредриком Тејлором, развио методе за повећање производње челика. Они су 1900. године на светској изложби у Паризу добили су златну медаљу за један експеримент који је и дан данас познат као „Тејлор-Вајтов поступак“. Поред тога, организовано је систем функционалних надзорника, основао планско одељење, прилагодио систем рачуноводства новим стандардима које је сам креирао.